# León Artola
José Luis "León" Artola (Noceda del Bierzo, 1893-1937) va ser un director, guionista, director de fotografia i actor.

## Biografia
Molt jove, emigra amb els seus pares cap a l'Argentina, on s'inicia al cinema com a actor. En 1923 va fundar a l'Argentina una empresa per a rodar documentals per a la nombrosa colònia emigrant. Dos anys després torna a Vigo amb el seu reportatge Gallegos en Buenos Aires (1925)... Al costat de Juan Pacheco, un dels millors operadors de càmera d'aquella època, va rodar i va realitzar Mientras la aldea duerme. Aquest mateix any 1926 Artola prova en el camp còmic amb El pollo pera, ajudat pel periodista Antonio Valero de Bernabé... Artola estrena una altra pel·lícula, Sol en la nieve el 23 d'abril de 1934 al Monumental Cinema.
Como altres, Artola no es va adaptar bé al cinema sonor. Sol en la nieve és una pel·lícula muda mentre el cinema sonor portava ja 3 anys a les sales... Encara que potser el més conegut de León Artola sigui el guió d'una altra sarsuela, Rosario la Cortijera, el 1935, interpretada per Estrellita Castro i el Niño de Utrera.
Als vespres de la Guerra Civil, León Artola dirigeix el 1936 Rinconcito madrileño, un melodrama costumbista, en el qual debutà Luis Prendes. També va produir i guionizó la Zarzuela homònima de Luis Fernández de Sevilla en col·laboració amb Anselmo C. Carreño i música de José Serrano. La pel·lícula fou estrenada el 5 de juliol del 1937, però no es tenen més notícies de León Artola des de començaments del 1937, quan fou denunciada la seva desaparició. Des d'aleshores es desconeixen les seves causes ni el seu destí final.

## Filmografia
- Mientras la aldea duerme (1926)
- El pollo pera (1926)
- La del Soto del Parral (1929)
- El suceso de anoche (1929)
- Sol en la nieve (1934)
- Rosario la Cortijera (1935)
- Rinconcito madrileño (1936)